# Agaricus viridopurpurascens
Agaricus viridopurpurascens är en svampart som beskrevs av Heinem. 1974. Agaricus viridopurpurascens ingår i släktet champinjoner och familjen Agaricaceae.   Inga underarter finns listade i Catalogue of Life.